# La place
La place, conosciuto anche col titolo Essaha, è un film del 2010 diretto da Dahmane Ouzid.

## Trama
Il film è la prima commedia musicale algerina; parla delle nuove generazioni che lottano contro i mali della società, che sono tutti “abbonati” alla disoccupazione, come dice una canzone del film.
La commedia contrappone un gruppo di ragazzi ad un gruppo di ragazze, che abitano la piazza del quartiere e che la vogliono difendere da un'impresa che vorrebbe costruire al suo posto un centro commerciale.
Canti tradizionali, hip hop, rap e r'n'b si mescolano per denunciare la marginalizzazione dei giovani, il problema della droga e dell'immigrazione clandestina in un ritratto dei giovani algerini fuori dai cliché.

## Riconoscimenti
- 2010 - Oran International Arab Film Festival
  - Miglior interpretazione femminile alle attrici